# Benny Díaz
Benny Díaz Jáuregui (Los Ángeles, Estados Unidos; 15 de diciembre de 1998) es un futbolista estadounidense. Juega de guardameta y su equipo actual es el Fútbol Club Juárez de la Liga MX.

## Trayectoria
Nacido en los Estados Unidos, Díaz comenzó su carrera en los Cimarrones de Sonora y el Querétaro en la Liga MX, sin embargo muy joven no debutó.
De cara a la temporada 2020-21, el portero fichó en el Club Tijuana, jugando su primer encuentro el 3 de abril de 2021 ante el Atlas.
El 18 de enero de 2023, Díaz fue cedido a El Paso Locomotive de la USL Championship.
El 31 de marzo de 2024, Díaz juega su primer partido con los Bravos de Juárez de la Liga MX.

## Selección nacional
En 2016, Díaz disputó un encuentro por la selección sub-19 de Estados Unidos.

## Estadísticas
Actualizado al último partido disputado el 21 de mayo de 2023.
| Club                                 | Div.          | Temporada     | Liga  | Liga  | Copas nacionales | Copas nacionales | Copas internacionales | Copas internacionales | Total | Total |
| Club                                 | Div.          | Temporada     | Part. | Goles | Part.            | Goles            | Part.                 | Goles                 | Part. | Goles |
| ------------------------------------ | ------------- | ------------- | ----- | ----- | ---------------- | ---------------- | --------------------- | --------------------- | ----- | ----- |
| Tijuana · México                     | 1.ª           | 2020-21       | 3     | 0     | 0                | 0                | —                     | —                     | 3     | 0     |
| Tijuana · México                     | 1.ª           | 2021-22       | 2     | 0     | 0                | 0                | —                     | —                     | 2     | 0     |
| Tijuana · México                     | Total club    | Total club    | 5     | 0     | 0                | 0                | 0                     | 0                     | 5     | 0     |
| Oakland Roots Estados Unidos         | 2.ª           | 2022          | 13    | 0     | 0                | 0                | —                     | —                     | 13    | 0     |
| Oakland Roots Estados Unidos         | Total club    | Total club    | 13    | 0     | 0                | 0                | 0                     | 0                     | 13    | 0     |
| El Paso Locomotive FC Estados Unidos | 2.ª           | 2023          | 11    | 0     | 0                | 0                | —                     | —                     | 11    | 0     |
| El Paso Locomotive FC Estados Unidos | Total club    | Total club    | 11    | 0     | 0                | 0                | 0                     | 0                     | 11    | 0     |
| Total carrera                        | Total carrera | Total carrera | 29    | 0     | 0                | 0                | 0                     | 0                     | 29    | 0     |